# Sarupathar Bengali
Sarupathar Bengali é uma vila no distrito de Dibrugarh, no estado indiano de Assam.

## Demografia
Segundo o censo de 2001, Sarupathar Bengali tinha uma população de 6607 habitantes. Os indivíduos do sexo masculino constituem 55% da população e os do sexo feminino 45%. Sarupathar Bengali tem uma taxa de literacia de 78%, superior à média nacional de 59,5%: a literacia no sexo masculino é de 82% e no sexo feminino é de 74%. Em Sarupathar Bengali, 12% da população está abaixo dos 6 anos de idade.